# بيرتل يوهانسون
بيرتل يوهانسون (بالسويدية: Bertil "Bebben" Johansson)‏ (22 مارس 1935 في السويد - 5 مايو 2021) هو مدرب كرة قدم ولاعب كرة قدم سويدي في مركز الهجوم. شارك مع منتخب السويد لكرة القدم. أما مع النوادي، فقد لعب مع نادي غوتبورغ.

## مسيرته الكروية
لعب بيرتل يوهانسون خلال مسيرته الاحترافية مع نادِ واحدٍ في أربعة عشر موسمًا وسجل خلالها 162 هدف ضمن 268 مباراة. ولم يفز بأي موسم بالكأس وفاز في موسم واحد بالدوري.
خاض بيرتل يوهانسون مسيرته مع نادي غوتبورغ في موسم 1954–55 ليلعب معه أربعة عشر موسمًا، مشاركًا في 268 مباراة سجل خلالها 162 هدف.

## وصلات خارجية
- بيرتل يوهانسون على موقع قاعدة بيانات كرة القدم.إي يو (الإنجليزية)
- بيرتل يوهانسون على موقع ناشيونال فوتبول تيمز (الإنجليزية)
- بيرتل يوهانسون على موقع عالم كرة القدم.نت (الإنجليزية)